# 梅九礁
梅九礁位于南沙群岛北部，铁峙礁西南约2海里，西隔铁峙水道与中业岛相邻。是一座开口向东的呈“V形”的珊瑚礁。1983年中国地名委员会公布的标准名称为“梅九礁”。中国渔民向称“梅九”。“梅九”是中国海南渔民对玳瑁背上十三块鳞片中最后两块的称呼，因该礁形状与之相似，故名。